# Cheikh Abdullah
Sheikh Muhammad Abdullah, surnommé le Lion du Cachemire (né le 5 décembre 1905 à Soura et mort le 8 septembre 1982 à Srinagar), est Premier ministre (1948-1953), puis chef du gouvernement (1975-1977, 1977-1982) du Jammu et Cachemire. 

## Biographie
Quant au soir du 13 juillet 1931, l’armée princière tira sur des manifestants musulmans, quatorze participants y furent tués et cet événement lança Abdullah dans le militantisme organisé par de jeunes intellectuels musulmans appelé la Conférence (plus tard nationale) musulmane. À ses tout débuts, ce parti ne servait qu’à obtenir à ses militants divers emplois de subsistance avant qu’elle ne se politise en une faction armée qui finit par ne croire et militer qu'en faveur de la violence armée. Les Musulmans étaient largement en majorité dans la province du Cachemire mais y étaient outrageusement discriminés par le pouvoir hindou en place. En 1947, alors que l’Inde et le Pakistan obtiennent tous deux leur indépendance de la Grande-Bretagne, Abdullah se tourne vers le gouvernement indien après qu’une attaque d’envergure a été orchestrée contre les tribus musulmanes par le Pakistan. L’Inde favorise donc sa prise de pouvoir en 1948 qui lui vient grâce à son soutien et son appui qu’il avait du premier ministre indien de l’époque, Jawaharlal Nehru, qui cependant ne put rien faire lorsqu’il fut contraint à la démission en 1953 puis emprisonné. 
Abdullah voyait la population du Cachemire s’appauvrir de plus en plus et vit les premiers mouvements en faveur d’une annexion avec le Pakistan se dessiner ; lancé, il accusa l’Inde de ne pas accorder une attention suffisante à ses concitoyens et promit un référendum pour discuter de l’avenir du statut de sa province. Devenu un élément perturbateur pour le gouvernement indien, il passa les quinze années suivantes soit en prison, soit assigné à une résidence surveillée ou encore en exil. À partir de 1968 son Front pour le Plébiscite devint largement populaire au Cachemire mais ne put remporter les élections de 1972. 
Il pratiqua pourtant par la suite une politique d’ouverture vis-à-vis de l’Inde et se rapprocha d’Indira Gandhi lorsqu'il fut à nouveau élu chef du gouvernement du Jammu-et-Cachemire en 1975. 

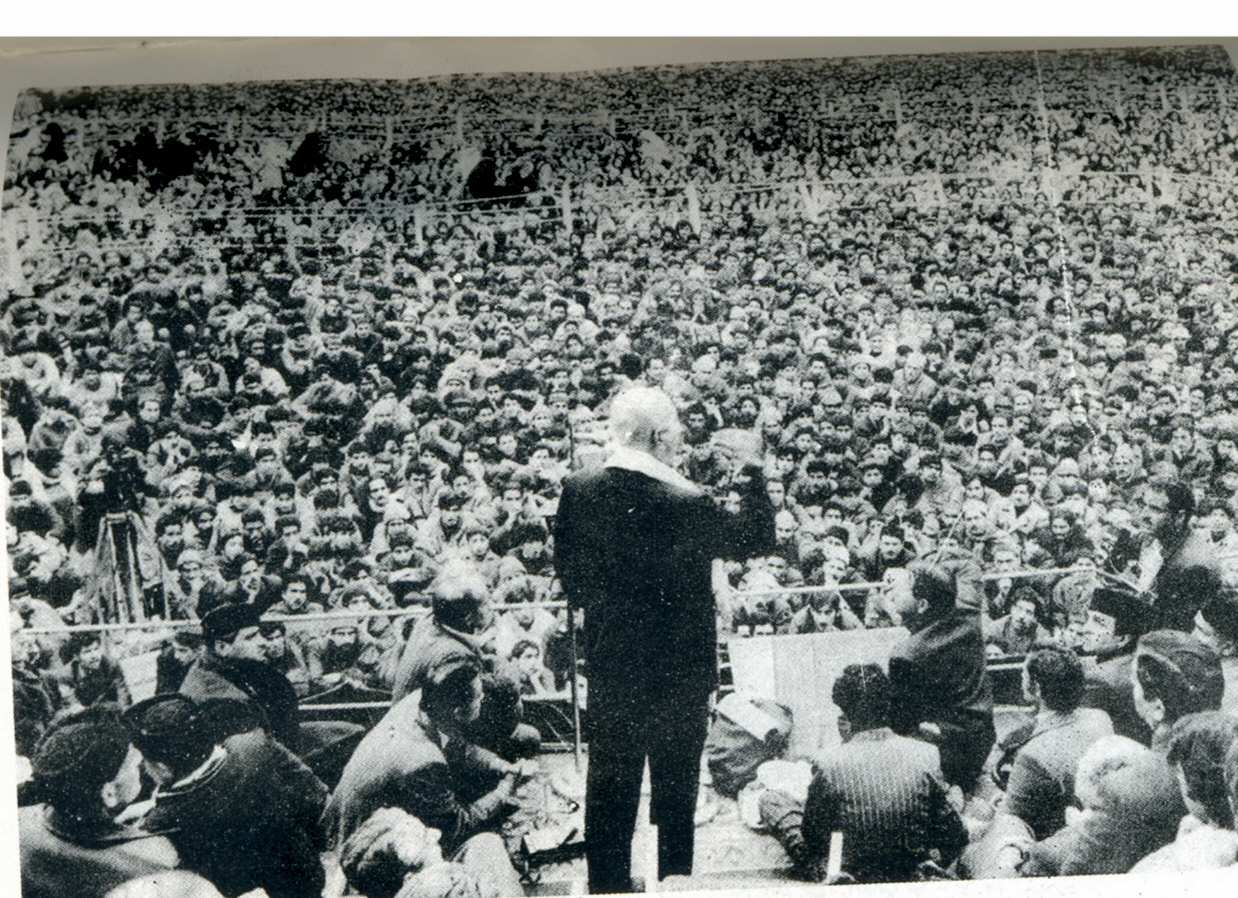
Sheikh Abdullah addressing a mammoth gathering at Lal Chowk Srinagar in 1975